# アルブレヒト・フォン・プロイセン (1809-1872)
アルブレヒト・フォン・プロイセン（Albrecht von Preußen, 1809年10月4日 - 1872年10月14日）は、プロイセン王国の王族・軍人。上級大将。全名はフリードリヒ・ハインリヒ・アルブレヒト（Friedrich Heinrich Albrecht）。フリードリヒ・ヴィルヘルム3世の五男で、フリードリヒ・ヴィルヘルム4世やヴィルヘルム1世の弟。

## 生涯
1809年10月4日、フリードリヒ・ヴィルヘルム3世とその妃であったメクレンブルク＝シュトレーリッツ公カール2世（後の大公）の娘ルイーゼ（1776年 - 1810年）の間に第九子（末子）。ナポレオンの侵攻によって王家が亡命していたケーニヒスベルク（現カリーニングラード）で生まれた。
アルブレヒトは1872年10月14日にベルリンで死去した。ベルリンの目抜き通りの一つニーダーキルヒナー通り（Niederkirchnerstraße）の旧名プリンツ・アルブレヒト通り（Prinz-Albrecht-Straße）は彼の名にちなんだものであった。

## 子女
アルブレヒトは1830年9月14日にハーグでオランダ王ヴィレム1世の王女マリアンネ（1810年 - 1883年）と結婚した。彼女との間には以下の一男三女をもうけた。
- フリーデリケ・ルイーゼ・ヴィルヘルミーネ・マリアンネ・シャルロッテ （1831年 - 1855年） - ザクセン＝マイニンゲン公ゲオルク2世妃
- 子（1832年）
- フリードリヒ・ヴィルヘルム・ニコラウス・アルブレヒト （1837年 - 1906年）
- フリーデリケ・ルイーゼ・ヴィルヘルミーネ・エリーザベト （1840年）
- フリーデリケ・ヴィルヘルミーネ・ルイーゼ・エリーザベト・アレクサンドリーネ （1842年 - 1892年） - メクレンブルク公ヴィルヘルム妃

マリアンネと1849年に離婚したのち、1853年6月13日にアルブレヒトはホーエナウ伯爵夫人ロザーリエ・フォン・ラオホ（Rosalie von Rauch, 1820年 - 1879年）と貴賎結婚した。後妻との間には以下の二男をもうけた。
- ゲオルク・アルブレヒト・ヴィルヘルム・フォン・ホーエナウ （1854年 - 1930年）
- ベルンハルト・ヴィルヘルム・アルブレヒト・フリードリヒ・フォン・ホーエナウ （1857年 - 1914年）